# Поездка на восток
«Поездка на восток» (пол. Podróż na wschód) — польский фильм 1994 года режиссёра Стефана Хазбиевича. Последняя роль в кино Иннокентия Смоктуновского.

## Сюжет
Фильм своим названием отсылает к книге психолога Карла Густава Юнга - рассказывает о встрече двух разных миров.
Эва оставила в Польше мужа, чтобы в Париже делать карьеру в рекламном бизнесе. Когда решает вернуться, оказывается, что Якуб уехал. Эве удается отыскать его на востоке Польши, где он ведет археологические исследования. Якуб очень изменился, а влияние на него оказал русский аристократ Николай, живущий в затворничестве в заброшенном доме. Этот человек наделен необычайной силой духа и трудно определяемой харизмой. Эва тоже попадает под его влияние, и вскоре Якуб и Эва начинают участвовать в серии странных событий на границе бодрствования и сна, реальности и галлюцинаций.

## В ролях
- Анджей Северин — Якуб
- Катажина Скшинецкая — Эва
- Иннокентий Смоктуновский — Николай
- Веслава Мазуркевич — бабушка Якуба
- Рафал Круликовский — эпизод
- Рышард Рончевский — эпизод

## Фестивали и награды
- Фестиваль польских художественных фильмов в Гдыне (1994) — приз за лучшую операторскую работу
- Международный фестиваль кинооператорского искусства «Camerimage» (1994) — номинация на гран-при «Золотая лягушка»